# Ophiothela venusta
Ophiothela venusta is een slangster uit de familie Ophiotrichidae.
De wetenschappelijke naam van de soort werd in 1900 gepubliceerd door Perceval de Loriol.